# Хазна
Хазна (на турски: hazine) е термин, с който се обозначава държавното съкровище (паричните средства, събрани от данъци, мита, акцизи и други, с които държавата разполага за различни цели – социални разходи и пр.).